# Nuoto ai campionati mondiali di nuoto 2013 - 200 metri farfalla femminili
Le qualifiche per la semifinale si sono svolte la mattina del 31 luglio 2013, mentre la semifinale si è svolta la sera dello stesso giorno. La finale, invece, si è svolta la sera del 1º agosto 2013.

## Medaglie
| Posizione | Atleta                 | Paese    |
| --------- | ---------------------- | -------- |
| Oro       | Liu Zige               | Cina     |
| Argento   | Mireia Belmonte García | Spagna   |
| Bronzo    | Katinka Hosszú         | Ungheria |

## Record
Prima della manifestazione il record del mondo (WR) e il record dei campionati (CR) erano i seguenti.
| Record mondiale       | 2'01"81 | Liu Zige Cina               | 21 ottobre 2009 Jinan, Cina |
| Record dei campionati | 2'03"41 | Jessicah Schipper Australia | 30 luglio 2009 Roma, Italia |

## Risultati

### Batterie
| Pos. | Batteria | Corsia | Atleta                   | Nazionalità   | Tempo   | Note |
| ---- | -------- | ------ | ------------------------ | ------------- | ------- | ---- |
| 1    | 2        | 4      | Mireia Belmonte          | Spagna        | 2'07"21 | Q    |
| 2    | 2        | 3      | Katinka Hosszú           | Ungheria      | 2'07"51 | Q    |
| 3    | 1        | 4      | Natsumi Hoshi            | Giappone      | 2'07"59 | Q    |
| 4    | 3        | 3      | Liu Zige                 | Cina          | 2'07"63 | Q    |
| 5    | 3        | 4      | Jiao Liuyang             | Cina          | 2'07"79 | Q    |
| 6    | 3        | 5      | Cammile Adams            | Stati Uniti   | 2'07"83 | Q    |
| 7    | 1        | 5      | Zsuzsanna Jakabos        | Ungheria      | 2'07"87 | Q    |
| 8    | 1        | 6      | Stefania Pirozzi         | Italia        | 2'08"50 | Q    |
| 9    | 3        | 2      | Franziska Hentke         | Germania      | 2'08"51 | Q    |
| 10   | 1        | 3      | Audrey Lacroix           | Canada        | 2'09"13 | Q    |
| 11   | 3        | 6      | Judit Ignacio Sorribes   | Spagna        | 2'09"48 | Q    |
| 12   | 2        | 5      | Jemma Lowe               | Gran Bretagna | 2'10"21 | Q    |
| 13   | 2        | 2      | Madeline Dirado          | Stati Uniti   | 2'10"25 | Q    |
| 14   | 2        | 6      | Katerine Savard          | Canada        | 2'10"72 | Q    |
| 15   | 1        | 7      | Andreína Pinto           | Venezuela     | 2'10"74 | Q    |
| 16   | 3        | 7      | Joanna Melo              | Brasile       | 2'11"14 | Q    |
| 17   | 1        | 1      | Samantha Lee             | Nuova Zelanda | 2'11"95 |      |
| 18   | 2        | 1      | Rita Medrano             | Messico       | 2'12"41 |      |
| 19   | 1        | 2      | An Se-Hyeon              | Corea del Sud | 2'13"26 |      |
| 20   | 3        | 1      | Yana Martynova           | Russia        | 2'13"99 |      |
| 21   | 3        | 8      | Quah Ting Wen            | Singapore     | 2'14"10 |      |
| 22   | 2        | 8      | Monalisa Lorenza         | Indonesia     | 2'18"24 |      |
| 23   | 1        | 8      | Julimar Avila            | Honduras      | 2'19"56 |      |
| 24   | 3        | 0      | Maria Far Nunez          | Panama        | 2'22"37 |      |
| 25   | 1        | 0      | Pooja Alva               | India         | 2'31"76 |      |
| 26   | 2        | 0      | Amboratiana Domoinannava | Madagascar    | 2'40"51 |      |
|      | 2        | 7      | Ingvild Snildal          | Norvegia      |         | NP   |

### Semifinali

#### Semifinale 1
| Pos. | Corsia | Atleta           | Nazionalità   | Tempo   | Note |
| ---- | ------ | ---------------- | ------------- | ------- | ---- |
| 1    | 3      | Cammile Adams    | Stati Uniti   | 2'06"75 | Q    |
| 2    | 4      | Katinka Hosszú   | Ungheria      | 2'06"85 | Q    |
| 3    | 5      | Liu Zige         | Cina          | 2'07"18 | Q    |
| 4    | 2      | Audrey Lacroix   | Canada        | 2'07"91 |      |
| 5    | 6      | Stefania Pirozzi | Italia        | 2'08"09 |      |
| 6    | 7      | Jemma Lowe       | Gran Bretagna | 2'08"53 |      |
| 7    | 1      | Katerine Savard  | Canada        | 2'10"42 |      |
| 8    | 8      | Joanna Maranhão  | Brasile       | 2'14"07 |      |

#### Semifinale 2
| Pos. | Corsia | Atleta                 | Nazionalità | Tempo   | Note |
| ---- | ------ | ---------------------- | ----------- | ------- | ---- |
| 1    | 4      | Mireia Belmonte        | Spagna      | 2'06"53 | Q    |
| 2    | 5      | Natsumi Hoshi          | Giappone    | 2'07"18 | Q    |
| 3    | 6      | Zsuzsanna Jakabos      | Ungheria    | 2'07"31 | Q    |
| 4    | 3      | Jiao Liuyang           | Cina        | 2'07"70 | Q    |
| 5    | 7      | Judit Ignacio Sorribes | Spagna      | 2'07"86 | Q    |
| 6    | 2      | Franziska Hentke       | Germania    | 2'07"87 |      |
| 7    | 1      | Madeline Dirado        | Stati Uniti | 2'08"28 |      |
| 8    | 8      | Andreína Pinto         | Venezuela   | 2'10"11 |      |

### Finale
| Pos. | Corsia | Atleta                 | Nazionalità | Tempo   | Note |
| ---- | ------ | ---------------------- | ----------- | ------- | ---- |
|      | 6      | Liu Zige               | Cina        | 2'04"59 |      |
|      | 4      | Mireia Belmonte        | Spagna      | 2'04"78 |      |
|      | 3      | Katinka Hosszú         | Ungheria    | 2'05"59 |      |
| 4    | 2      | Natsumi Hoshi          | Giappone    | 2'06"09 |      |
| 5    | 7      | Zsuzsanna Jakabos      | Ungheria    | 2'06"58 |      |
| 6    | 1      | Jiao Liuyang           | Cina        | 2'06"65 |      |
| 7    | 5      | Cammile Adams          | Stati Uniti | 2'07"73 |      |
| 8    | 8      | Judit Ignacio Sorribes | Spagna      | 2'08"40 |      |